# Botswana
Botswana, plným názvem Botswanská republika (setswansky Lefatshe la Botswana, kalangsky Hango yeBotswana, „Země Tswanů“), je vnitrozemský stát na jihu Afriky sousedící s Jihoafrickou republikou na jihu, Namibií na západě, Zambií na severu a Zimbabwe na severovýchodě. V letech 1885 až 1966 byla britským protektorátem Bečuánsko, nezávislost získala 30. září 1966. Od svého vzniku si udržuje stabilní zastupitelskou demokracii, která trvá nejdéle ze všech zemí Afriky. Většinu jejího povrchu zabírá poušť Kalahari.
V Botswaně žije pouze 2,3 milionu obyvatel, což z ní dělá jednu z nejřidčeji obydlených zemí na světě. Na konci sedmdesátých let šlo o jednu z ekonomicky nejchudších zemí na světě, nicméně od té doby, i díky stabilní politické situaci, zaznamenala raketový rozvoj a nyní se jedná o třetí hospodářsky nejvyspělejší stát Afriky. Rovněž v indexu lidského rozvoje HDI patří mezi vyvinuté státy a předčí dokonce i sousední Jihoafrickou republiku.
Botswana je členem Africké unie, Jihoafrického rozvojového společenství, Commonwealthu a Organizace spojených národů. Velkým problémem je šíření HIV/AIDS, které i přes částečně úspěšnou osvětu obyvatelstva stále roste. V roce 2018 bylo touto nemocí infikováno zhruba 20 % populace.

## Dějiny

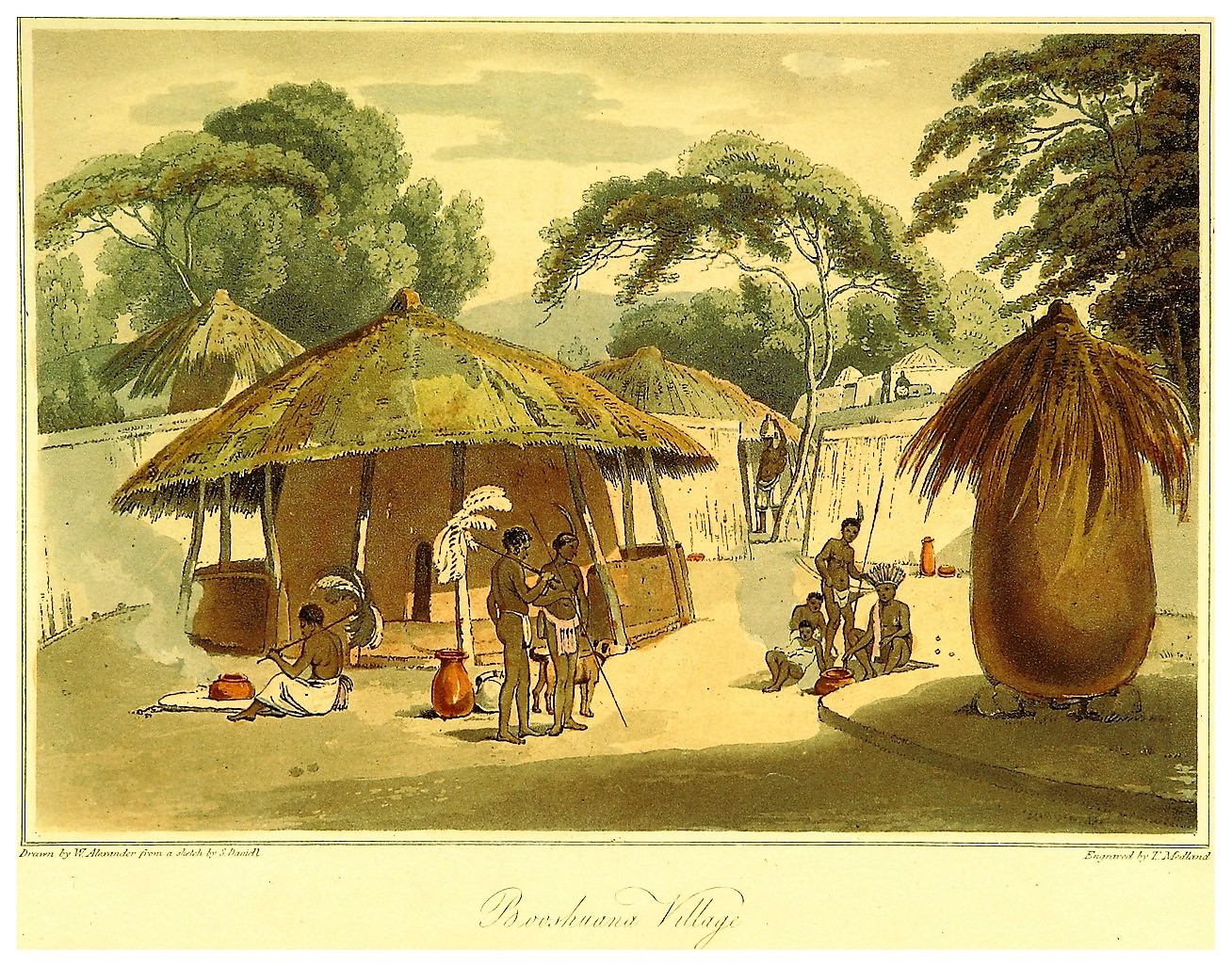
Britská koloniální kresba „Booshuana village“, 1806.

Archeologické vykopávky odhalily, že hominidé na území Botswany žili již před dvěma miliony let. Podle nálezů kamenných nástrojů byla celá oblast plně osídlena minimálně 400 tisíc let před n. l. Dalším důkazem osídlení oblasti jsou nástěnné malby moderního člověka staré 73 tisíc let. Původními obyvateli Botswany byli Sanové a Khoikhoiové, oba mluvící kojsanskými jazyky. Jejich hlavním zdrojem obživy se stalo pastevectví, protože na území Botswany se nachází rozsáhlé travní louky, a zároveň se zde nevyskytuje moucha tse-tse.
Zhruba okolo roku 600 n. l. se do oblasti ze severu začali stěhovat Bantuové a Kalangové. Území Botswany se následně stalo součástí Království Mapungubwe a později Velkého Zimbabwe. Od 15. století začali bantuští Bečuánci vytlačovat Sany a ti tak byli nuceni ustoupit do pouště Kalahari. Na počátku 19. století začala v jižní části země působit Londýnská misionářská společnost. Botswanu v té době prozkoumal i známý cestovatel David Livingstone.
Dějiny moderní Botswany začínají v roce 1824. Dominantním kmenem se stali Bangwaketseové z etnika Tswanů. Pod vedením Makaba II byli schopni zorganizovat vojenskou sílu a ochránit stáda dobytka před nájezdy okolních kmenů. Do roku 1843 ovšem množství nájezdů vzrostlo natolik, že se jejich říše rozpadla. Jejich místo zaujalo náčelnictví Batswana, které těžilo z obchodních vztahů s koloniemi v oblasti dnešní Jihoafrické republiky. Jednotlivé kmeny se spojily a získaly monopol na obchod se slonovinou, což jim na oplátku umožnilo získat koně, zbraně a střelivo. Okolo roku 1880 již celou oblast ovládala Batswana.
Během Dělení Afriky o oblast usilovali Německo a Velká Británie. Na Berlínské konferenci Británie oznámila, že Batswanu anektuje, aby tak ochránila železnici vedoucí z Kapského města na sever Afriky. 31. března 1885 tak vzniká Protektorát Bečuánsko. Jižní část země byla připojena ke Kapsku, další území pak bylo darováno osadníkům. Když byla v roce 1910 vytvořena Jihoafrická unie, protektorát Bečuánsko do ní nebyl zahrnut a zůstal nadále britskou kolonií. Definitivně padla možnost přičlenění k Jižní Africe v roce 1948, protože ta zavedla apartheid a v roce 1961 dokonce vystoupila z Commonwealthu.
Rozšíření britské ústřední autority a vývoj kmenové vlády vyústil ve vznik dvou rad zastupujících Afričany i Evropany. Africká rada sestávala z osmi hlav kmenů Tswanů a některých zvolených členů. Vyhlášení z roku 1934 regulovala kmenové vládnutí a pravomoci. V roce 1951 byla vytvořena evropsko-africká poradní rada, a ústava z roku 1961 zřídila poradní legislativní radu. V červnu 1964 přijalo Spojené království návrh na vznik demokratické samosprávy v Botswaně. Sídlo vlády bylo přesunuto v roce 1965 z Mahikengu v Jižní Africe do nově založeného Gaborone, které se nachází poblíž hranice Botswany s Jihoafrickou republikou. Na základě ústavy z roku 1965 se v zemi konaly první všeobecné volby a 30. září 1966 získala Botswana nezávislost. Seretse Khama, vůdce hnutí za nezávislost a legitimní nárokovatel náčelnictví kmene Ngwato, byl zvolen jako první prezident a následně byl dvakrát znovuzvolen. Od té doby se pravidelně každých pět let konají prezidentské volby, kterým dominují kandidáti Botswanské demokratické strany (BDP).

## Státní symboly

### Vlajka
Botswanská vlajka je tvořena světle modrým listem o poměru stran 2:3, uprostřed je černý pruh s bílým lemem. Poměr šířek pruhů je 9:1:4:1:9.

### Hymna
Botswanská hymna je píseň Fatshe leno la rona (v setswanštině), anglicky Blessed Be This Noble Land. Text i hudbu složil Gilbert Kgalemang Tumedisco Motsete.

## Geografie

Mapa Botswany podle Köppenovy klasifikace podnebí. Suché podnebí je vyznačeno červeně, polopouštní oranžově.

Botswana s rozlohou 581 730 km čtverečních je 48. největší zemí na světě. Velikost je podobná Madagaskaru nebo Francii. Leží mezi 17° a 27° jižní šířky, a 20° a 30° východní délky. Území státu je převážně rovinaté s několika náhorními plošinami. Na jihozápadě se rozprostírá poušť Kalahari, která zabírá téměř 70 % území Botswany. Na severu leží velká solná pánev Makgadikgadi. Nejvyšším bodem státu je Tsodilo vysoká 1 489 m n. m.
V severozápadní části je rozlehlá delta řeky Okavango, která se po období dešťů mění v rozsáhlé mokřady. Jedná se o největší vnitrozemskou deltu na světě. Mezi významnější toky patří Limpopo, Shashe a Linyanti. Notwane poskytuje vodu hlavnímu městu přes přehradu Gaborone. Řeka Chobe leží na severu a tvoří hranici mezi Botswanou a Namibií.

### Ekologie
V Botswaně se nachází rozmanité oblasti volně žijících živočichů. Kromě oblastí říčních delt a pouště jsou zde i louky a savany, kde žijí pakoně, antilopy a další savci a ptáci. Severní Botswana má jednu z mála zbývajících velkých populací ohroženého afrického psa hyenovitého. Národní park Chobe, který se nachází v Severozápadním distriktu, má největší koncentraci slonů afrických na světě. Park zabírá asi 11 tisíc kilometrů čtverečních a poskytuje domov asi 350 druhům ptáků.
Národní park Chobe a Moremi Game Reserve (v deltě Okavanga) jsou hlavní turistické cíle. Další rezervace zahrnují Central Kalahari Game Reserve, která se nachází v poušti Kalahari v distriktu Ghanzi; Makgadikgadi Pans National Park a Nxai Pan National Park se nacházejí v Centrálním distriktu v pánvi Makgadikgadi. Mashatu Game Reserve je v soukromém vlastnictví: nachází se na soutoku řek Shashe a Limpopo ve východní Botswaně. Další soukromou rezervací je Přírodní rezervace Mokolodi poblíž Gaborone. Jejich součástí jsou také specializované útulky jako Khama Rhino Sanctuary (pro nosorožce) a Makgadikgadi Sanctuary (pro plameňáky).

### Problémy s životním prostředím
Botswana čelí dvěma hlavním environmentálním problémům, suchu a dezertifikaci, které jsou vzájemně propojeny. Tři čtvrtiny lidské i zvířecí populace v zemi jsou kvůli suchu závislé na podzemních vodách. Využití podzemní vody pomocí hlubokých vrtů poněkud zmírnilo účinky sucha, protože povrchová voda je v Botswaně vzácná a méně než 5 % zemědělství v zemi je udržitelné pomocí dešťových srážek. Přitom ve zbývajících 95 % země je chov hospodářských zvířat primárním zdrojem příjmů venkova. Přibližně 71 % půdy země je využíváno ke společným pastvinám, což bylo hlavní příčinou dezertifikace a zrychlující se půdní eroze. 
Vzhledem k tomu, že chov hospodářských zvířat byl pro obyvatele Botswany výnosný, pokračoval i přes dramatický nárůst počtu zvířat. Od roku 1966 do roku 1991 vzrostla populace hospodářských zvířat ze 1,7 milionu na 5,5 milionu. Podobně se lidská populace zvýšila z 574 tisíc v roce 1971 na 1,5 milionu v roce 1995, což představuje nárůst o 161 % za 24 let. Více než 50 % všech domácností v Botswaně vlastní dobytek, který je tak v současnosti největším a jediným zdrojem příjmu venkovského obyvatelstva. Podle environmentalistů delta řeky Okavango vysychá právě kvůli zvýšené pastvě hospodářských zvířat. Přitom je tato vnitrozemská delta zásadní pro přežití mnoha zvířat.
Botswanské Ministerstvo lesnictví a lesních zdrojů již zahájilo projekt na znovuzavedení domorodé vegetace do přírody na jihu Kgalagadi, na severu Kweneng a Boteti. Znovuzavedení původní vegetace by mělo pomoci s degradací půdy. Vláda Spojených států amerických také poskytla Botswaně půjčku 7 milionů dolarů za podmínky, že se Botswana zaměří na rozsáhlejší zachování země. Podle Rozvojového programu OSN je chudoba hlavním problémem nadměrného využívání zdrojů v Botswaně, včetně půdy. 

## Politika

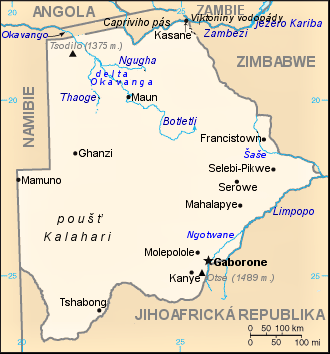
Orientační mapka Botswany

Botswana je nejstarší demokracií na kontinentu. V zemi je zaručena svoboda projevu, funguje zde reálná politická opozice. Prezident Botswany je hlavou státu i hlavou vlády, je volen parlamentem Botswany a zodpovídá se mu. Zákonodárná moc je svěřena jak vládě, tak parlamentu Botswany. Od získání samostatnosti v Botswaně vládne jediná strana, Botswanská demokratická strana. BDS opakovaně zvítězila v demokratických volbách, ve kterých kandidovaly i jiné strany. Hlavními příčinami úspěšnosti BDS jsou její zásluhy o vznik samostatné Botswany, zásluhy všech prezidentů vzešlých z jejích řad a dostatečný růstový potenciál ztělesněný ve vzdělaných členech strany. Hlavní voličská opora BDS se nachází na venkově, opoziční strany se naopak těší přízni zejména u městského obyvatelstva.
Kromě Národního shromáždění má Botswana i druhou složku zákonodárné moci – na etnickém zastoupení založený Sněm náčelníků. Tento patnáctičlenný útvar sestává z osmi náčelníků tswanských kmenů, čtyř zástupců menšinových kmenů a tří členů volených samotným sněmem. Dané složení nevyhovuje menšinovým kmenům. Například zástupci kmene Bangwaketse odešli z BDS, když se jim nepodařilo prosadit svého etnického příslušníka do Sněmu náčelníků. Sněm náčelníků však zásluhou dřívějších opatření BDS a Seretse Khamy nehraje zásadnější roli. Kromě jistého vlivu na tvorbu legislativy týkající se kmenových záležitostí a zvykového práva plní tento orgán výlučně poradní funkci a svojí symbolickou povahou se blíží britské Sněmovně lordů.

### Přehled nejvyšších představitelů
30. 9. 1966 – 13. 7. 1980 – Seretse Khama – prezident; BDP

18. 7. 1980 – 31. 3. 1998 – Quett Ketumile Masire – prezident; BDP

1. 4. 1998 – 31. 3. 2008 – Festus Mogae – prezident; BDP

1. 4. 2008 – 1. 8. 2018 – Ian Khama – prezident; BDP

od 1. 4. 2018 – Mokgweetsi Masisi – prezident; BDP

### Zahraniční vztahy a armáda
V době nezávislosti neměla Botswana žádné ozbrojené síly, ty byly vytvořeny až v roce 1977 jako Obranné síly Botswany (BDF). Prezident je vrchním velitelem ozbrojených sil a rovněž jmenuje obrannou radu. BDF v současné době tvoří zhruba 60 tisíc vojáků. V roce 2019 podepsala Botswana smlouvu s OSN o zákazu jaderných zbraní.
Po politických změnách v Jižní Africe a v regionu se mise BDF stále více zaměřovaly na prevenci pytláctví, přípravu na přírodní katastrofy a udržování míru v zahraničích státech. Spojené státy americké byly největším samostatným zahraničním přispěvatelem k rozvoji BDF a velká část jeho důstojnických sborů absolvovala výcvik v USA. Vláda Botswany povolila USA prozkoumat možnost zřízení základny AFRICOM v zemi.

### Lidská práva
Mnoho domorodých obyvatel, Sanů, bylo násilně přemístěno do rezervací. Aby byli donuceni k přemístění, byl jim odepřen přístup k vodě a byli zatčeni, pokud lovili, což byl jejich primární zdroj potravy. Jejich území totiž leží uprostřed nejbohatšího diamantového pole na světě. Oficiálně vláda popírá, že existuje nějaká souvislost s těžbou a tvrdí, že přemístění má chránit divokou zvěř a ekosystém, přestože Sanové zde žijí tisíce let. V rezervacích ovšem trpí nezaměstnaností a bojují s alkoholismem. Dne 24. srpna 2018 vydal zvláštní zpravodaj OSN pro menšiny Fernand de Varennes prohlášení, v němž vyzval Botswanu, aby „zintenzívnila úsilí o uznání a ochranu práv menšin ve vztahu k veřejným službám, využívání půdy a zdrojů, a používání jazyků menšin ve vzdělávání.“
Až do června 2019 byla homosexualita v Botswaně nezákonná. Rozhodnutí vrchního soudu v Botswaně ze dne 11. června téhož roku však vyškrtlo část trestního zákoníku, která trestala „tělesné poznání jakékoli osoby proti řádu přírody“ a „činy hrubé neslušnosti“, čímž se Botswana stala jednou z pouhých dvaadvaceti afrických zemí, které homosexualitu buď dekriminalizovaly, nebo legalizovaly.

### Administrativní dělení

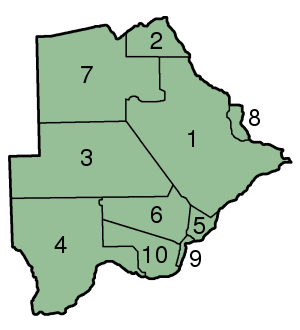
Správní členění Botswany

Území Botswany je rozděleno do devíti distriktů:
1. Centrální
2. Severozápadní (dříve Chobe)
3. Ghanzi
4. Kalahari
5. Kgatleng
6. Kweneng
7. Severozápadní (dříve Ngamiland)
8. Severovýchodní
9. Jihovýchodní
10. Jižní

V roce 2001 se distrikty Chobe a Ngamiland spojily v dnešní Severozápadní distrikt.

## Ekonomika

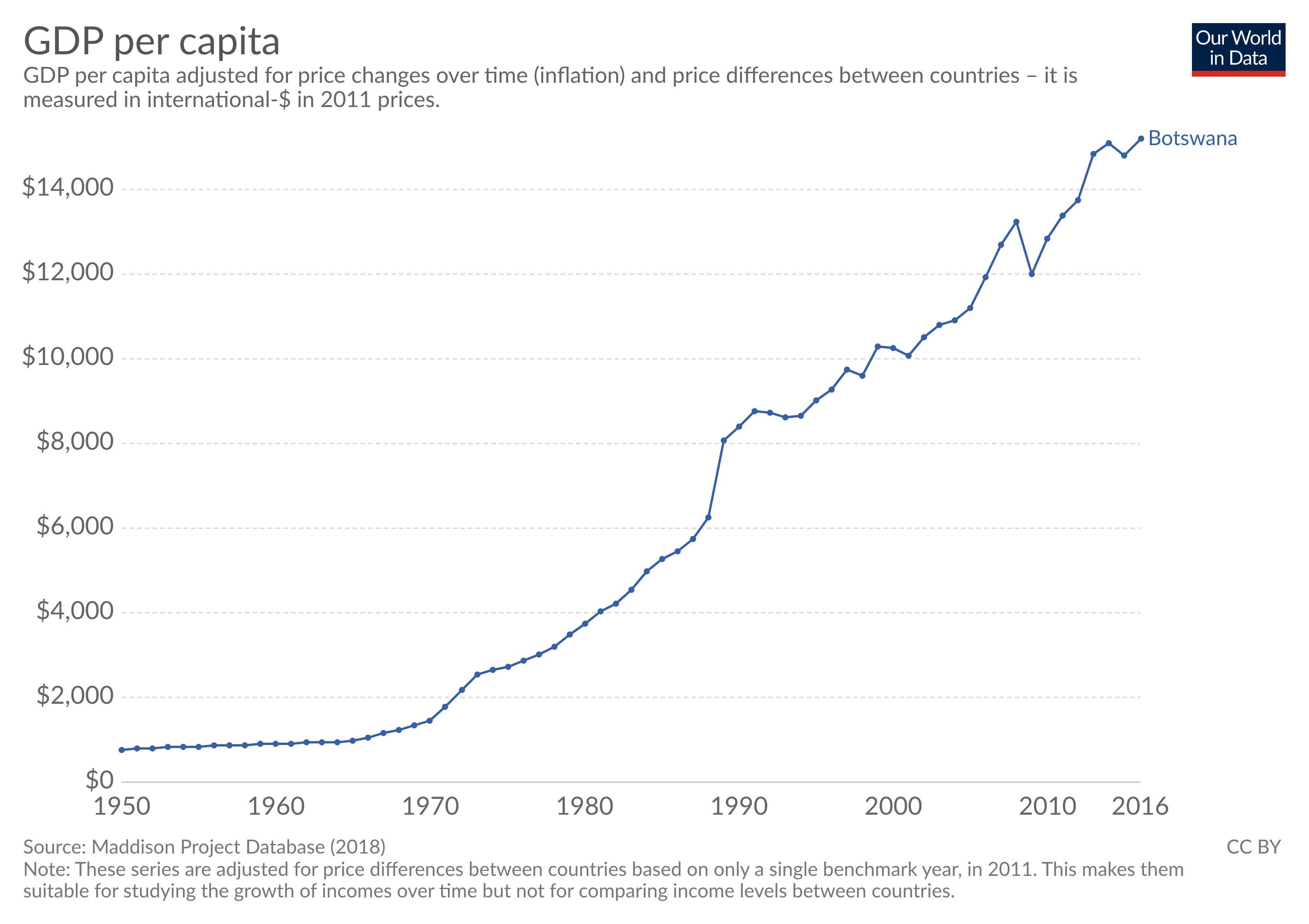
HDP na osobu v Botswaně v letech 1950 až 2016

Od nezávislosti rostlo hospodářství Botswany nejrychleji na celém světě, z 1 344 dolarů HDP na osobu v roce 1950, na 15 015 dolarů v roce 2016. Političtí představitelé již od počátku podporovali příliv zahraničního kapitálu a snažili se cizím investorům nabízet bezpečné podnikatelské prostředí. Nemalé zásluhy na rozvoji Botswany má zahraniční pomoc. Ta pocházela převážně z britských (vláda, ODA, OXFAM), amerických (USAID) a skandinávských zdrojů (DANIDA, SIDA), jakož i od OSN. Jen v letech 1972 až 1973 země absorbovala přibližně 22,5 milionů GBP rozvojové pomoci, která směřovala hlavně do projektů v oblasti zemědělství, školství, zdravotnictví a infrastruktur (stavby silnic, telefonních ústředen, vysílačů aj.). Podle jednoho odhadu má Botswana čtvrtý nejvyšší hrubý národní příjem při paritě kupní síly v Africe, což mu dává životní úroveň kolem úrovně Mexika.
Botswanská rozvojová společnost (BDC) vznikla ve formě holdingu, jehož jediným podílníkem byla sice vláda, ale ponechávala mu podstatnou volnost při výběru „investic“, což byl poměrně originální koncept. Ministerstvo obchodu a průmyslu Botswany odpovídá za podporu rozvoje podnikání v celé zemi. Podle Mezinárodního měnového fondu činil hospodářský růst v letech 1966 až 1999 v průměru 9% ročně. Vláda udržela zdravou fiskální politiku i navzdory rozpočtovým deficitům v letech 2002 a 2003, a zanedbatelnou úroveň zahraničního dluhu.
Významná byla rovněž přítomnost zahraničních podnikatelů, učitelů, lékařů, pracovníků státní správy a jiných, nezřídka dobrovolných, pracovních sil. Ti byli rychle nahrazováni nově se formující botswanskou elitou. Byly zakládány různé polostátní společnosti kontrolující distribuci vody, elektřiny, produkci potravin; Národní rozvojová banka poskytovala půjčky zemědělcům a živnostníkům.
Finanční systém v zemi je tvořen řadou institucí, přičemž penzijní fondy a komerční banky jsou podle velikosti aktiv dva nejdůležitější segmenty. Banky zůstávají ziskové, dobře kapitalizované a likvidní v důsledku rostoucích národních zdrojů a vysokých úrokových sazeb. Bank of Botswana slouží jako centrální banka. Měnou země je Botswanská pula.
Těžbu diamantů již od počátku ovládala Debswana, společný podnik botswanské vlády a jihoafrické společnosti De Beers.
Vláda podporovala rozvoj nejen zemědělství, ale také poměrně sofistikovanějších oborů jako je cestovní ruch a jiné služby. V zemi se dokonce krátkodobě vyráběly i vozy značky Hyundai; společnost MCB (Motor Company of Botswana) sice musela v roce 2000 výrobu ukončit, ale samotná přítomnost automobilového průmyslu v zemi byla dobrou vizitkou pro botswanskou ekonomiku. Vláda si je podle svých četných prohlášení vědoma omezené velikosti místního trhu (země má přibližně 1,4 milionu obyvatel) a chce se soustředit hlavně na investice podporující vývoz. V úvahu připadá rozvoj zpracování diamantů, další rozvoj turistiky, ale i finančnictví a počítačový průmysl.
Botswana se díky rozumným hospodářským opatřením brzy zbavila závislosti na zahraniční pomoci. Vláda až do nedávné minulosti hospodařila s přebytky, Botswanská pula vykazuje značnou stabilitu. Země disponuje devizovými rezervami přesahujícími sumu 5 miliard dolarů.

## Obyvatelstvo

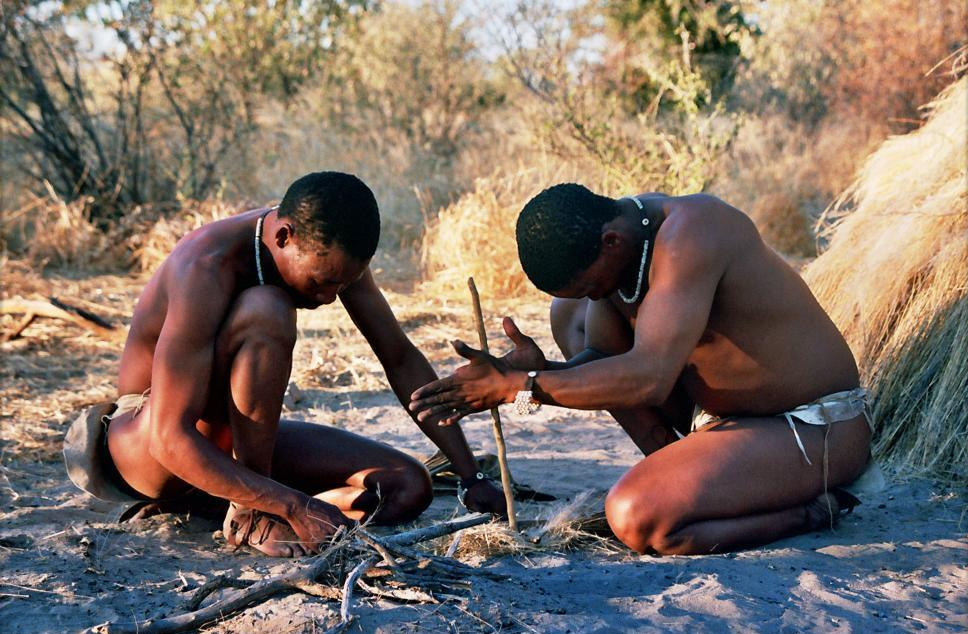
Sanové, žijící v Botswaně, rozdělávají oheň

Tswanové jsou majoritní etnická skupina v Botswaně, tvoří přibližně 79 % populace, následovani Kalangy s 11 % a Sany (Basarwy) s 3 %. Dalších 7 % tvoří řada dalších menších jihoafrických etnických skupin, Indů a lidí evropského původu. Mezi domorodé skupiny patří Shona, Bayei, Bambukushu, Basubia, Baherero a Bakgalagadi. Indická menšina je tvořena jak nedávnými migranty, tak potomky indických migrantů, kteří přišli z Mosambiku, Keni, Tanzanie, Mauriciu a Jižní Afriky. Od roku 2000 se zvyšuje počet lidí ze Zimbabwe v souvislosti s tamní špatnou ekonomickou situací.
Méně než 10 tisíc Sanů stále žije tradičním způsobem života. Od poloviny devadesátých let se centrální vláda Botswany pokouší odsunout Sany ze svých historických zemí. James Anaya jako zvláštní zpravodaj pro situaci v oblasti lidských práv a základních svobod domorodého obyvatelstva pro Spojené národy v roce 2010 označil ztrátu půdy za hlavní přispěvatel k mnoha problémům, kterým čelí domorodí obyvatelé Botswany, přičemž jako příklad uvedl situaci Sanů v rezervaci Střední Kalahari. Mezi doporučeními Anaya uvedl, že rozvojové programy by měly podporovat, po konzultaci s domorodými komunitami, jako jsou Sanové a Bakgalagadi, činnosti v souladu s kulturou těchto komunit, jako jsou tradiční lovecké a sběratelské činnosti.
Odhaduje se, že 77 % občanů země je křesťanů. Anglikáni, metodisté a Sjednocená kongregační církev Jižní Afriky tvoří většinu křesťanů. V zemi jsou také luteráni, baptisté, římští katolíci, mormoni a svědkové Jehovovi. Podle sčítání lidu v roce 2001 má země kolem 5 tisíc muslimů, zejména z jižní Asie, 3 tisíce hinduistů a 700 Bahá’í. Přibližně 20 % občanů je bez vyznání.

### Epidemie AIDS
AIDS představuje hrozbu pro budoucí rozvoj botswanského hospodářství; v roce 2006 se odhadovalo, že očekávaná délka života při narození klesla z 65 na 35 let. Po sčítání lidu v roce 2011 se však současná délka života odhadovala na 54,06 let. Podíl nakažených HIV/AIDS v Botswaně byl odhadnut na 25,4 % u dospělých ve věku 15–49 let v roce 2009 a 21,9 % v roce 2013. Pouze Lesotho a Svazijsko mají větší procento nakažených. V roce 2003 vláda zahájila komplexní program zahrnující bezplatné nebo levné generické antiretrovirové léky a informační kampaň zaměřenou na zastavení šíření viru; v roce 2013 mělo více než 40 % dospělých v Botswaně přístup k antiretrovirové terapii. 
Díky celostátnímu programu prevence přenosu z matky na dítě snížila Botswana přenos HIV z infikovaných matek na své děti z přibližně 40 % na 4 %. Vláda Botswany si pod vedením Festuse Mogaeho vyžádala vnější pomoc v boji proti HIV/AIDS a získala včasnou podporu od Nadace Billa a Melindy Gatesových, nadace Merck, a společně vytvořili Africké komplexní partnerství pro HIV/AIDS (ACHAP). Dalšími partnery se stali Botswana-Harvard AIDS Institute, Harvard School of Public Health a Botswana-UPenn Partnership University of Pennsylvania. Podle zprávy UNAIDS z roku 2011 byl v Botswaně dosažen univerzální přístup k léčbě – definovaný jako 80 % nebo větší pokrytí.

## Infrastruktura
Botswana má 971 kilometrů železničních tratí, 18 482 kilometrů silnic a 92 letišť, z toho 12 má zpevněné dráhy. Silniční síť byla prakticky kompletně vybudována od nezávislosti v roce 1966. Národní leteckou společností je Air Botswana, která létá na domácích tratích i do dalších afrických zemí. Národní železniční společností je Botswana Railways, která se stará o jednu z klíčových tratí v jihoafrickém regionu. Botswana Railways nabízí železniční dopravní řešení k přesunu řady komodit pro těžební průmysl, služby osobních vlaků a dopravu v suchých přístavech.
Pokud jde o energetickou infrastrukturu v Botswaně, země produkuje uhlí pro elektřinu, ropa je do země dovážena. V poslední době se země velmi zajímala o obnovitelné zdroje energie a dokončila komplexní strategii, která má přilákat investory do větrných, solárních a biomasových obnovitelných zdrojů energie. Mezi elektrárny Botswany patří elektrárna Morupule B (600 MW), elektrárna Morupule A (132 MW), elektrárna Orapa (90 MW), elektrárna Phakalane (1,3 MW) a elektrárna Mmamabula (300 MW), u nichž se očekává, že budou online v blízké budoucnosti. Solární elektrárna o výkonu 200 MW je ve fázi plánování a projektování ministerstva nerostných zdrojů, zelených technologií a energetické bezpečnosti.